# CIZ1
CIZ1‏ (CDKN1A interacting zinc finger protein 1) هوَ بروتين يُشَفر بواسطة جين CIZ1 في الإنسان.